# 比林 (外喀爾巴阡州)
48°6′40″N 24°15′15″E / 48.11111°N 24.25417°E
比林（羅馬化：Bilyn）是烏克蘭西部外喀爾巴阡州拉希夫區的村莊，始建於1947年，面積0.4平方公里，海拔高度503米，2001年人口1,746，人口密度每平方公里4,370人。